# Refugio General Martín Güemes
El refugio General Martín Güemes es el nombre que reciben dos refugios de Argentina en la Antártida. El primero de ellos está cubierto por el hielo, mientras que el segundo se encuentra habilitado. Administrados por el Ejército Argentino, dependen de la base Esperanza, que se encarga de las tareas de mantenimiento y cuidado. Ambos se hallan en la península Tabarín en el extremo este de la península Trinidad en la península Antártica.
Los refugios homenajean a Martín Miguel de Güemes (1785-1821), militar que cumplió una destacada actuación en la guerra de la independencia argentina.

## Refugio General Martín Güemes 1
El refugio General Martín Güemes 1 se encontraba ubicado en la costa noreste de la bahía Duse de la península Trinidad y había sido inaugurado el 23 de octubre de 1953. En su instalación participaron perros polares argentinos llevados desde la base San Martín utilizados para arrastrar los trineos. Jorge Edgar Leal, en ese momento jefe de la recién creada base Esperanza, participó en su construcción, siendo uno de los primeros refugios instalados por el Ejército y el segundo de la Antártida continental. Lucía un cartel de madera identificatorio, que actualmente se conserva en un museo antártico.
Consistía de una construcción de madera de 2 m x 3 m con provisiones para tres personas durante un mes.
Fue destruido por el hielo en 1960.

## Refugio General Martín Güemes 2
El refugio General Martín Güemes 2 se encuentra ubicado en el nunatak Dos Juancitos de la península Tabarín y fue inaugurado el 15 de septiembre de 1959. Actualmente se encuentra habilitado.
Posee capacidad para seis personas, víveres para un mes, combustible, gas y botiquín de primeros auxilios.
En 1986 se propuso visitas de pequeños contingentes de turistas al refugio desde la base Esperanza, incluyendo un circuito desde las bases a los refugios Güemes e Islas Malvinas. En otras campañas antárticas, se ensayaron visitas de pequeños contingentes al refugio Güemes, acampando en la nieve. Entre 2013 y 2014 se agregó un nuevo cartel al refugio donado por una asociación dedicada al legado de Güemes.